# Wilhelm Repschläger
Wilhelm Repschläger (* 17. März 1870 in Strasburg, Uckermark; † Januar 1945 in Berlin) war ein deutscher Handwerker (Zimmerer) und Politiker (SPD, KPD).

## Leben und Wirken
Repschläger besuchte die Bürgerschule in seiner Heimatstadt. Anschließend erlernte er von 1884 bis 1887 das Zimmermannshandwerk und besuchte die Fortbildungsschule. Nachdem er einige Jahre lang das Deutsche Reich bereist hatte, ließ er sich 1893 in Berlin nieder. 1894 schloss er sich der Gewerkschaftsbewegung an und 1897 wurde er Mitglied der Sozialdemokratischen Partei Deutschlands (SPD). Als aktives Mitglied im Zimmermannsverband betätigte er sich bereits seit der Jahrhundertwende politisch, indem er ehrenamtliche Funktionen wahrnahm.
Als die Sozialdemokratische Partei sich während des Ersten Weltkrieges über die Frage der Kriegskredite und der Kriegspolitik zerstritt und 1917 in zwei neue Parteien – die rechte SPD/MSPD, die die Kriegskredite befürwortete, und die linke USPD, die die Kriegskredite ablehnte – spaltete, schloss Repschläger sich der USPD an. 1920 löste sich die USPD wieder auf. Ihre Anhänger kehrten teils zur SPD zurück, teils wechselten sie auch zur Kommunistischen Partei Deutschlands (KPD). Als Vertreter des linken Flügels der USPD schloss Repschläger sich der KPD an.
1921 wurde Repschläger Vorsitzender der Gewerkschaft der Berliner Zimmerer, des Zentralverbandes der Zimmerer und zugleich in Personalunion ihr hauptamtlicher Sekretär. Von 1928 bis 1930 gehörte er schließlich zwei Jahre lang für die KPD dem Berliner Reichstag als Abgeordneter für den Wahlkreis 2 (Berlin) an. Obwohl erst fünfzig Jahre alt, war er in der überdurchschnittlich jungen Fraktion der KPD der älteste männliche Abgeordnete und nach Clara Zetkin der zweitälteste Abgeordnete überhaupt.
Im November 1930 wurde Repschläger wegen Hochverrats vor Gericht gestellt. Grund für diese Anklage war, dass einige Artikel in einer KPD-Zeitung, für die er offiziell als verantwortlicher Redakteur zeichnete, von der Staatsanwaltschaft als hochverräterisch bewertet wurden. Nachdem sich bei der Verhandlung herausstellte, dass Repschläger nur als Sitzredakteur an der von ihm geleiteten Zeitung beteiligt war und von Redaktionsarbeit nichts verstand, wurde er freigesprochen. Danach trat er politisch nicht mehr hervor.